# Spilosoma inversa
Spilosoma inversa är en fjärilsart som beskrevs av Car. Spilosoma inversa ingår i släktet Spilosoma och familjen björnspinnare. Inga underarter finns listade i Catalogue of Life.